# 馬骨胡
馬骨胡，又稱冉督、冉列、冉森，是中國壯族、布依族傳統拉弦樂器，琴筒以馬等牲畜的股骨製成，故名。外形、演奏方法與二胡類似。
1950年代以來，馬骨胡曾經被改良，並發展出高音馬骨胡、中音馬骨胡。